# 上北沢自動車学校
株式会社上北沢自動車学校（かみきたざわじどうしゃがっこう）は東京都世田谷区にある同名の指定自動車教習所を運営していた企業である。
同校は、新型コロナウイルス感染症の流行の影響で、2020年7月31日に閉校された。

## 取扱車種
- 普通車 AT・MT
- 普通自動二輪車 AT・MT・小型AT・小型MT

## 教習車
- マツダ・アクセラ

## 過去使用されていた教習車
- トヨタ・コンフォート
- 日産・クルー
- マツダ・カペラ

## アクセス
近隣地域で送迎バスを3系統運行していた。
- 京王線桜上水駅方面
- 小田急小田原線経堂駅・東急世田谷線山下駅方面
- 京王井の頭線明大前駅・高井戸駅方面

## 備考
東京都内では3校しかない自主教習（貸しコース）を実施する指定自動車教習所の内の1校だった。